# 金特·腓特烈·卡爾一世
金特·腓特烈·卡爾一世（德語：Günther Friedrich Carl I.，1760年12月5日—1837年4月22日），施瓦茨堡-松德斯豪森親王，1794年至1835年在位。

## 家庭
1799年，金特·腓特烈·卡爾與施瓦茨堡-魯多爾施塔特親王腓特烈·卡爾的女兒卡羅琳（1774年—1854年）結婚，兩人共有1子1女：
1. 艾蜜莉·弗蕾德里克·卡羅琳（1800年—1867年），利珀親王妃
2. 金特·腓特烈·卡爾二世（1801年—1899年），施瓦茨堡-松德斯豪森親王